# Pimienta
Pimienta è un comune dell'Honduras facente parte del dipartimento di Cortés.
Il comune venne istituito il 10 gennaio 1927 con parte del territorio del comune di Villanueva.